# 이찬휘
이찬휘(李贊徽, 1955년 9월 16일~)는 기상, 과학, 의학전문기자이다.

## 방송 활동
- KBS 1TV 《KBS 뉴스 9》기상전문기자
- SBS 《SBS 8 뉴스》
- SBS 《SBS 뉴스쇼》
- SBS 《SBS 생활경제》
  - 〈이찬휘 기자의 헬스 톡톡〉